# Diplomazia del cotone
La diplomazia del cotone è un termine che si riferisce ai metodi diplomatici impiegati dagli stati della Confederazione durante la guerra di secessione americana per costringere Regno Unito e Francia a supportare la loro causa forzando l'embargo commerciale loro imposto dall'Unione, attraverso un ricatto basato sulla mancata esportazione del cotone in Europa. La Confederazione credeva che sia Regno Unito che Francia, le quali erano entrambe dipendenti dal cotone prodotto dagli Stati Uniti meridionali prima della guerra per la loro manifattura tessile, avrebbero supportato la Confederazione a fronte di una pericolosa crisi economica dettata dalla mancanza di cotone. Ad ogni modo, la diplomazia del cotone non funzionò dal momento che l'embargo del cotone si trasformò per i confederati in un auto-embargo che schiacciò fortemente la già piagata economia della Confederazione. Gli stati dipendenti, soprattutto il Regno Unito, trovarono fonti alternative al cotone americano.

## Antefatto
Sino alla guerra civile americana, il cotone era il prodotto principale del sud degli Stati Uniti. L'economia del sud era basata culla continua crescita e produzione del cotone. La strategia del King Cotton dominava il sud e condizionava fortemente la coscienza di popolo degli stati che lo producevano. Dalla fine degli anni '50 dell'Ottocento, il cotone del sud degli Stati Uniti costituiva il 77% degli 800.000.000 di quintali consumati in Gran Bretagna, il 90% dei 192.000.000 consumati in Francia, il 60% dei 115.000.000 dello Zollverein tedesco ed addirittura il 92% dei 102.000.000 di quintali lavorati in Russia.

## Storia
Nel 1858 il senatore James Hammond della Carolina del Sud dichiarò che senza il cotone:
"L'Inghilterra crollerebbe con tutto il mondo civilizzato, ad eccezione del Sud. No, non oserete farci la guerra sul cotone. Nessuna potenza sulla terra oserebbe farne una guerra. Il cotone è il re."
Questa fede nel King Cotton aveva instillato negli americani, ed in particolare di quelli degli stati del sud, di essere una potenza dominante a livello mondiale dal momento che il cotone era divenuto ormai una necessità globale.
Il 16 aprile 1861, il presidente statunitense Abraham Lincoln ordinò il blocco dei porti confederati per indebolire l'economia degli stati del sud. Il presidente confederato Jefferson Davis ed il suo gabinetto di governo realizzarono che il loro stato non era in grado di competere economicamente con l'Unione dal momento che le esportazioni di cotone erano l'unico appiglio dell'economia locale. Il blocco restringeva completamente l'accesso navale dei mercanti ai porti confederati. Le esportazioni di cotone calarono drasticamente, passando da "3.800.000 balle del 1860 a quasi nulla nel 1862", e facendo quindi ristagnare l'economia confederata. Dalla fine del 1861 il Congresso Confederato iniziò a pensare che il metodo più pratico per la rimozione del blocco dell'Unione fosse attraverso la "diplomazia del cotone" o embargo cotoniero. De facto però questa diplomazia bloccò completamente le esportazioni di cotone
verso il Regno Unito e l'Europa nel 1861 "per costringere gli europei ad intervenire [nel conflitto] ritirando tutte le esportazioni di cotone grezzo così da monopolizzarne i profitti." Facendo ciò i confederati speravano di potersi guadagnare dei validi alleati per combattere con loro nella guerra civile, o di generare comunque sufficienti profitti da poter sostenere le spese di guerra.
Nel 1860, l'Europa consumava in tutto 3.759.480 balle di cotone americano, con una riserva di 584.280 balle, all'anno, cifre veramente significative se comparate alle sole 474.440 balle provenienti dal mercato indiano. Il Regno Unito da solo aveva una riserva di 366.329 balle di cotone americano oltre a tutte quelle già elencate in riserva nel resto dell'Europa. Davis e la Confederazione credevano che la predominanze del "King Cotton" sull'economia globale avrebbe costretto Regno Unito e Francia a dare il loro supporto ai confederati per tornare ad avere accesso al mercato del cotone. L'intuizione di Davis ad ogni modo all'inizio sembrò funzionare dal momento che diverse fabbriche di Liverpool e di Manchester chiesero "che il governo riconoscesse ufficialmente la Confederazione", mentre in Francia "le delegazioni dei mercanti di cotone e le manifatture convergevano a Parigi per premere sul governo perché si rendesse nuovamente disponibile il cotone americano... e chiesero a Napoleone di riconoscere la Confederazione per porre fine al blocco".
L'embargo del cotone contribuì alla "Cotton Famine" del Lancashire, una crisi economica in campo industriale senza precedenti tra il 1861 ed il 1862, diminuendo drasticamente gli arrivi di cotone americano in Europa da 3.039.350 balle a 337.700 balle e in Inghilterra da 477.263 balle a 67.540 balle rispettivamente. Ad ogni modo il Regno Unito e l Francia rimasero determinati a tenere un profilo diplomatico neutrale nei confronti della guerra civile americana. Il Regno Unito era preoccupato "per il destino delle sue province canadesi e per la crescente dipendenza dagli Stati Uniti per quanto concerneva grano e mais". Il resto dell'Europa continentale "aveva interesse a mantenere un forte legame con gli Stati Uniti per bilanciare la potenza economica e militare della Gran Bretagna". Il Regno Unito e l'Europa ad ogni modo iniziarono a cercare altre fonti per l'approvvigionamento di cotone e nel 1862 iniziarono ad importarlo dall'Egitto e dall'India. Il consumo di cotone indiano aumentò da 742.390 balle a 1.034.865 balle per alleviare le penurie di materiale grezzo da lavorare nel Vecchio Continente. Ad ogni modo anche questi rifornimenti non riuscivano certamente a sopperire al deficit creato dall'assenza del cotone americano.